# Abdelkébir Alaoui M'Daghri
ʿAbd al-Kabīr ibn al-ʿArabī al-ʿAlawī al-Madgharī (auch Abdelkébir Alaoui M'Daghri, arabisch عبد الكبير بن العربي بن هاشم العلوي المدغري, DMG ʿAbd al-Kabīr b. al-ʿArabī b. Hāšim al-ʿAlawī al-Mudaġġarī; geboren 1942 in Meknès; gestorben 19. August 2017 in Rabat) war ein marokkanischer Jurist, Rechtsanwalt, Politiker und Islam-Gelehrter.
Von 1985 bis 2002 war er Minister für religiöse Stiftungen und islamische Angelegenheiten von Marokko. Darüber hinaus war er Generaldirektor der 1998 vom ehemaligen marokkanischen König Hassan II. – dem Leiter des Jerusalem-Ausschusses (لجنة القدس) der arabisch-islamischen Staaten – gegründeten Agentur Bait Māl al-Quds asch-Scharīf. 1999 hielt er nach der Thronbesteigung von Mohammed VI. die Huldigungsrede.
2006 veröffentlichte er ein vielbeachtetes Buch mit dem Titel „Die barttragende Regierung: Kritische Zukunftsstudie“ (al-Ḥukūma al-multaḥiya: Dirāsa naqdīya mustaqbilīya), in der er für die nahe Zukunft eine islamistische Machtübernahme in mehreren arabischen Ländern voraussagte und gleichzeitig prognostizierte, dass diese Regierungen mit dem Islam nur den Namen gemein hätten. Im gleichen Jahr gehörte M'Daghri zu den Unterzeichnern eines offenen Briefs islamischer Gelehrter an Papst Benedikt XVI. nach dessen Regensburger Rede. Außerdem war er einer der 138 Unterzeichner des offenen Briefes Ein gemeinsames Wort zwischen Uns und Euch (engl. A Common Word Between Us & You), den Persönlichkeiten des Islam an „Führer christlicher Kirchen überall“ (engl. „Leaders of Christian Churches, everywhere …“) sandten (13. Oktober 2007).